# Corrençon
Corrençon-en-Vercors és un municipi francès situat al departament de la Isèra i a la regió d'Alvèrnia-Roine-Alps. L'any 2007 tenia 364 habitants.

## Demografia

### Població
El 2007 la població de fet de Corrençon-en-Vercors era de 364 persones. Hi havia 154 famílies de les quals 48 eren unipersonals (28 homes vivint sols i 20 dones vivint soles), 49 parelles sense fills i 57 parelles amb fills.
La població ha evolucionat segons el següent gràfic:
Habitants censats

### Habitatges
El 2007 hi havia 1.076 habitatges, 154 eren l'habitatge principal de la família, 915 eren segones residències i 7 estaven desocupats. 366 eren cases i 706 eren apartaments. Dels 154 habitatges principals, 103 estaven ocupats pels seus propietaris, 32 estaven llogats i ocupats pels llogaters i 18 estaven cedits a títol gratuït; 7 tenien una cambra, 21 en tenien dues, 33 en tenien tres, 31 en tenien quatre i 61 en tenien cinc o més. 138 habitatges disposaven pel capbaix d'una plaça de pàrquing. A 79 habitatges hi havia un automòbil i a 69 n'hi havia dos o més.

### Piràmide de població
La piràmide de població per edats i sexe el 2009 era:
| Homes | Edats   | Dones |
| ----- | ------- | ----- |
| 0     | 95 o +  | 0     |
| 0     | 90 a 94 | 8     |
| 0     | 85 a 89 | 0     |
| 0     | 80 a 84 | 0     |
| 0     | 75 a 79 | 0     |
| 12    | 70 a 74 | 4     |
| 12    | 65 a 69 | 4     |
| 20    | 60 a 64 | 8     |
| 4     | 55 a 59 | 12    |
| 0     | 50 a 54 | 8     |
| 12    | 45 a 49 | 20    |
| 12    | 40 a 44 | 24    |
| 16    | 35 a 39 | 12    |
| 8     | 30 a 34 | 8     |
| 16    | 25 a 29 | 12    |
| 8     | 20 a 24 | 4     |
| 20    | 15 a 19 | 4     |
| 24    | 10 a 14 | 0     |
| 20    | 5 a 9   | 8     |
| 4     | 0 a 4   | 0     |

## Economia
El 2007 la població en edat de treballar era de 237 persones, 184 eren actives i 53 eren inactives. De les 184 persones actives 176 estaven ocupades (98 homes i 78 dones) i 8 estaven aturades (5 homes i 3 dones). De les 53 persones inactives 23 estaven jubilades, 16 estaven estudiant i 14 estaven classificades com a «altres inactius».

### Ingressos
El 2009 a Corrençon-en-Vercors hi havia 146 unitats fiscals que integraven 369 persones, la mediana anual d'ingressos fiscals per persona era de 18.930 €.

### Activitats econòmiques
Dels 82 establiments que hi havia el 2007, 2 eren d'empreses alimentàries, 2 d'empreses de fabricació d'altres productes industrials, 5 d'empreses de construcció, 9 d'empreses de comerç i reparació d'automòbils, 3 d'empreses de transport, 13 d'empreses d'hostatgeria i restauració, 3 d'empreses financeres, 2 d'empreses immobiliàries, 5 d'empreses de serveis i 38 d'entitats de l'administració pública.
Dels 9 establiments de servei als particulars que hi havia el 2009, 1 era un taller de reparació d'automòbils i de material agrícola, 1 fusteria, 1 lampisteria i 6 restaurants.
Dels 7 establiments comercials que hi havia el 2009, 1 era una botiga de menys de 120 m², 1 una fleca, 1 una carnisseria, 1 una llibreria i 3 botigues de material esportiu.
L'any 2000 a Corrençon-en-Vercors hi havia 5 explotacions agrícoles.

## Equipaments sanitaris i escolars
El 2009 hi havia una escola elemental.

## Poblacions més properes
El següent diagrama mostra les poblacions més properes.